# 大久保裕樹
大久保 裕樹（おおくぼ ゆうき、1984年4月17日 - ）は、千葉県市原市出身の元サッカー選手。現役時代のポジションはディフェンダー。

## 来歴
2002年、船橋市立船橋高校時代に全国高校選手権に出場。優勝に輝き、主将として活躍した大久保も優秀選手に選ばれた。同学年のチームメイトには青木良太、小宮山尊信、小川佳純、原一樹らがいる。
2003年、当時J2のサンフレッチェ広島に入団。プロ同期入団は、松浦宏治、高木和正、河原正治、田中俊也、木村龍朗。右SBとして出場機会をうかがっていたが、駒野友一の壁は厚く、また駒野が怪我で長期離脱中に右WBとして出場機会を得られるも、満足なものではなかった。
2005年のオフにチームからCBへのコンバートを打診されたところに、京都パープルサンガよりSBとしてオファーを受け、レンタル移籍し、翌2006年には完全移籍した。
2009年、松田浩監督率いる栃木SCへ移籍し、CBのレギュラーに定着。2010年から2011年の2シーズンは副キャプテンを任された。
2012年、徳島ヴォルティスに完全移籍。2013年シーズン終了をもって徳島との契約が満了となった。
2014年、松本山雅FCへ移籍。開幕から控えが続いたが、終盤戦で3バックの中央に定着した。2015年シーズンは出場機会に恵まれず契約満了となった。
2016年、ジェフユナイテッド市原・千葉に完全移籍で加入することが発表された。2017年は守備を引き締めるDFのバックアッパーとして交代出場を中心に起用され、第31節東京V戦では移籍後初ゴールとなる同点弾を決めた。また、第39節大分戦での出場によりJリーグ通算200試合出場を達成した（結果的には、これが現役最後の出場となった）。シーズン終了後の11月27日、2017シーズンをもって現役を引退することが発表された。
引退後はジェフユナイテッド千葉のスカウトに転身した。

## 所属クラブ
ユース経歴
- 2000年 - 2002年 船橋市立船橋高校

プロ経歴
- 2003年 - 2005年  サンフレッチェ広島
  - 2005年  京都パープルサンガ（期限付き移籍）
- 2006年 - 2008年  京都パープルサンガ/京都サンガF.C.
- 2009年 - 2011年  栃木SC
- 2012年 - 2013年  徳島ヴォルティス
- 2014年 - 2015年  松本山雅FC
- 2016年 - 2017年  ジェフユナイテッド市原・千葉

## 個人成績
| 国内大会個人成績 | 国内大会個人成績 | 国内大会個人成績 | 国内大会個人成績 | 国内大会個人成績 | 国内大会個人成績 | 国内大会個人成績 | 国内大会個人成績 | 国内大会個人成績 | 国内大会個人成績 | 国内大会個人成績 | 国内大会個人成績 |
| 年度             | クラブ           | 背番号           | リーグ           | リーグ戦         | リーグ戦         | リーグ杯         | リーグ杯         | オープン杯       | オープン杯       | 期間通算         | 期間通算         |
| 年度             | クラブ           | 背番号           | リーグ           | 出場             | 得点             | 出場             | 得点             | 出場             | 得点             | 出場             | 得点             |
| 日本             | 日本             | 日本             | 日本             | リーグ戦         | リーグ戦         | リーグ杯         | リーグ杯         | 天皇杯           | 天皇杯           | 期間通算         | 期間通算         |
| ---------------- | ---------------- | ---------------- | ---------------- | ---------------- | ---------------- | ---------------- | ---------------- | ---------------- | ---------------- | ---------------- | ---------------- |
| 2003             | 広島             | 30               | J2               | 0                | 0                | -                | -                | 0                | 0                | 0                | 0                |
| 2004             | 広島             | 22               | J1               | 1                | 0                | 0                | 0                | 0                | 0                | 1                | 0                |
| 2005             | 京都             | 23               | J2               | 12               | 1                | -                | -                | 2                | 0                | 14               | 1                |
| 2006             | 京都             | 23               | J1               | 17               | 0                | 3                | 0                | 1                | 0                | 21               | 0                |
| 2007             | 京都             | 23               | J2               | 5                | 0                | -                | -                | 0                | 0                | 5                | 0                |
| 2008             | 京都             | 23               | J1               | 13               | 0                | 1                | 0                | 0                | 0                | 14               | 0                |
| 2009             | 栃木             | 3                | J2               | 31               | 3                | -                | -                | 0                | 0                | 31               | 3                |
| 2010             | 栃木             | 3                | J2               | 31               | 3                | -                | -                | 2                | 0                | 33               | 3                |
| 2011             | 栃木             | 3                | J2               | 26               | 0                | -                | -                | 2                | 0                | 28               | 0                |
| 2012             | 徳島             | 25               | J2               | 9                | 0                | -                | -                | 0                | 0                | 9                | 0                |
| 2013             | 徳島             | 6                | J2               | 11               | 0                | -                | -                | 1                | 0                | 12               | 0                |
| 2014             | 松本             | 2                | J2               | 13               | 3                | -                | -                | 2                | 0                | 15               | 3                |
| 2015             | 松本             | 2                | J1               | 12               | 2                | 3                | 0                | 2                | 0                | 17               | 2                |
| 2016             | 千葉             | 17               | J2               | 6                | 0                | -                | -                | 3                | 0                | 9                | 0                |
| 2017             | 千葉             | 17               | J2               | 13               | 1                | -                | -                | 1                | 0                | 14               | 1                |
| 通算             | 日本             | 日本             | J1               | 43               | 2                | 7                | 0                | 3                | 0                | 53               | 2                |
| 通算             | 日本             | 日本             | J2               | 157              | 11               | -                | -                | 13               | 0                | 170              | 11               |
| 総通算           | 総通算           | 総通算           | 総通算           | 200              | 13               | 7                | 0                | 16               | 0                | 223              | 13               |

その他公式戦
- 2013年
  - J1昇格プレーオフ 1試合0得点

- Jリーグ初出場：2004年4月10日 J1 1st第4節 対大分トリニータ戦 (大分スポーツ公園総合競技場)
  - 55分 小村徳男に代わり途中出場
- Jリーグ初得点：2005年3月26日 J2 第4節 対モンテディオ山形戦 (西京極競技場)

## 大会出場歴
- 2002年 第81回全国高校選手権 優勝

## 代表歴
- 2002年 U-18日本代表
- 2003年 U-19・U-20日本代表